# Miran Šah
Mirza Miran Šah Beg (میران شاہ‎) je bil sin emirja Timur Lenka in vladar Kandaharja, * 1366, † 21. april 1408.

## Vladavina
Miran Šah je najprej vladal obširnemu ozemlju s središčem v Kandaharju, ki ga je dobil leta 1383. Še isto leto je zatrl upor Kartidov, ki so kot timuridski vazali vladali v večjem delu Horasana. Svoj položaj v Horasanu je utrdil tako, da je preostale kartidske prince povabil na banket in jih pobil. 
Leta 1396 je prevzel oblast v Azerbajdžanu z glavnima mestoma Soltanije, nekdanjo prestolnico Ilkanata in Tabriz. Poleti 1398 se je iz Tabriza odpravil na vojni pohod, da bi podjarmil Džalajiride v Bagdadu, vendar je moral pohod odpovedati. Medtem so do Timurja prišle govorice, da ga namerava sin izdati. Timur je bil na svojega sina jezen tudi zato, ker ni rešil problema z utajevalci davkov na svojem ozemlju in nesposobnosti, da bi obdržal pomembno trdnjavo Alindžak, ki so jo osvojili Džalajiridi. Leta 1399 je Timur proti njemu poslal vojsko pod poveljstvom svojega nečaka Sulejman Šaha, da bi ga odstavila. Miran Šah se je s Sulejman Šahom prostovoljno vrnil k očetu, ki ga je odstavil in uvrstil v svoje spremstvo. Njegove prijatelje in svetovalce je ukazal usmrtiti.
Pozimi leta 1386 je Miran Šah porazil vojsko Zlate horde na pohodu v Perzijo. Ujel je veliko nasprotnikov in jih predal Timurju, on pa jih je pod milimi pogoji osvobodil. 

## Nasledstvo
Zaradi duševnih težav, ki so bile posedica poškodbe, Miran Šah ni bil kandidat za Timurjevo nasledstvo. Po Timurjevi smrti leta 1405 je Miran Šahovemu sinu Aba Bakru uspelo pregnati džalajiridsko vojsko iz Tabriza in Miran Šah je ponovno prevzel oblast v Azerbajdžanu in poskušal z vojsko podpreti svojega drugega sina Halil Sultana v njegovih zahtevah po timuridskem prestolu, vendar se je moral vrniti. Soočiti se je moral z vedno večjo grožnjo turkmenske plemenske zveze Kara Kojunlu, ki jo je vodi Kara Jusuf. Slednji je porazil Abu Bakra v Nahičevanu leta 1406 in ponovno v Sardrudu leta 1408. V zadnji bitki je bil Miran Šah ubit.
Miran Šahovi potomci so ponovno igrali pomembno vlogo v ostankih Timuridskega cesarstva, ko je Abu Said prišel na oblast v Transoksaniji. Abu Said je bil tudi prednik ustanovitelja Mogulskega cesarstva Baburja.

## Družina
Miran Šah je imel tri žene in sedem priležnic, s katerimi je imel sedem sinov in neznano število hčera. Sin Halil Sultan Miran Šah je bil od leta 1405 do 1409 vladar Transoksanije.

## Sklic
1. ↑  Bonnie C. Wade (1998). Imaging Sound: An Ethnomusicological Study of Music, Art, and Culture in Mughal India. University of Chicago Press. ISBN 978-0-226-86840-0.

## Vir
- Peter Jackson (1986). The Cambridge History of Iran, Volume Six: The Timurid and Safavid Periods. ISBN 0-521-20094-6.